# Raimuiro Senkitan
Raimuiro Senkitan (らいむいろ戦奇譚) là trò chơi điện tử dành cho người trưởng thành do hãng ELF Corporation phát triển và phát hành cho hệ máy tính cá nhân vào ngày 13 tháng 12 năm 2002. Nói về chuyến hành trình của năm cô gái có sức mạnh siêu nhiên và thầy của mình người có khả năng vạch kế hoạch chiến đấu hiệu quả với sức mạnh của họ, mọi người đi trên một chiếc tàu chiến có khả năng bay trên trời với sức mạnh của một nữ thần cùng mọi người trong thủy thủ đoàn.
Trò chơi đã được chuyển thể thành anime và phát sóng tại Nhật Bản từ ngày 5 tháng 1 năm 2003 đến ngày 30 tháng 3 năm 2003. Hai tập OVA của bộ anime có tên Raimuiro Senkitan Nankoku Yume Roman (らいむいろ戦奇譚 南国夢浪漫) đã được thực hiện và phát hành chung với phiên bản DVD của bộ anime. Phiên bản cho hệ PlayStation 2 có tựa Raimuiro Senkitan ☆ Jun (らいむいろ戦奇譚☆純) đã phát hành vào ngày 25 tháng 3 năm 2004 và bản ngoại truyện nối tiếp có tựa Raimuiro Ryukitan X đã phát hành vào ngày 24 tháng 12 năm 2004.

## Tổng quan

### Sơ lược cốt truyện
Khoảng nặm thứ 37 Triều đại Minh Trị (1904) vào giữa cuộc chiến Nga-Nhật một nhóm binh lính nhỏ có quyền năng đặc biệt được gọi ra chiến tuyến để hỗ trợ cuộc chiến. Đi trên một tàu chiến có thể bay (nhờ sức mạnh của một nữ thần) chiếc Amanohara, tiến thẳng đến pháo đài Port Arthur (Lushun) của Nga để chiến đấu. Umakai Shintaro là một sứ giả của Nhật Bản tại Nga khi còn hòa bình và đã trở về Nhật Bản sau khi chiến tranh bùng nổ theo tiếng gọi của đất nước. Được giới thiệu làm thầy tại một trường nữ tại Sapporo. Tuy nhiên ngôi trường này không phải bình thường đó chính là chiếc tàu chiến Amanohara và anh sẽ phải dạy năm cô gái có quyên năng đặc biệt được biết dưới cái tên đơn vị Raimu, các cô gái này có khả năng triệu tập những linh hồn của các thành tố khác nhau để chiến đấu với kẻ thù (cũng có sức mạnh tương tự), trong khi chiếc tàu này vẫn lên đường ra chiến tuyến. Umakai trở thành thầy của họ và dần dần giúp họ vượt qua những điểm yếu của chính mình sau đó có thể triệu tập những linh hồn mạnh hơn. Vì Umakai giúp họ vượt qua những điểm yếu của mình và luôn xuất hiện khi họ cần nhất (và mỗi lần như thế anh đều phải vào bệnh xá băng bó vết thương do kẻ thù gây ra), nên các cô gái này bắt đầu có sự chú ý đặc biệt với thầy của mình cũng như bắt đầu hành động thu hút sự chú ý của anh ta cũng như sẵn sàng làm theo bất cứ thứ gì mà Umakai yêu cầu. Trên đường ra chiến tuyến Umakai đã kim luôn nhà chiến lược để hướng dẫn các cô gái sử dụng sức mạnh của mình hiệu quả nhất trong việc chống lại sự tấn công của kẻ thù (có cùng sức mạnh) luôn tấn công chiếc Amanohara khi nó đang bay và anh cũng là nguồn cung cấp năng lượng cho chiếc tàu này bay khi chia sẻ sức mạnh của mình với nữ thần. Sau khi đến chiến trường tại Lushun, Umakai biết rằng đơn vị đặc biệt của kẻ thù (có cùng sức mạnh với các học sinh của mình) có một người là người quen cũ của mình khi anh vẫn còn là nhà ngoại giao tại Nga.

### Nhân vật

#### Nhóm Raimu
Umakai Shintaro (馬飼 新太郎, うまかい しんたろう)
Lồng tiếng bởi: Miki Shinichiro
Là một nhà ngoại giao của Nhật Bản được gửi sang Nga khi còn hòa bình tại đây anh đã đính hôn vớ Sophia, nhưng khi chiến tranh bùng nổ Umakai đã lên đường trở về Nhật Bản theo tiếng gọi từ lòng yêu nước của mình. Sau khi trở về Umakai đã đăng ký vào quân đội để có thể giúp cho quân đội của Nhật Bản chút nào hay chút đó anh được đăng ký làm thầy giáo tại trường nữ tại Sapporo. Khi vừa đặc chân đến anh đã gặp cả năm học sinh của mình, nhưng lúc đó thì Umakai chứa biết nên đã hỏi họ đường đến trường và thấy rằng mỗi người trong số họ mang một tính cách hoàn khác nhau. Lúc đầu Umakai được chào đón bởi Sanada Momen bằng một chồng bao gạo cả chục ký đè lên người do cô ta vấp ngã vào anh ta khi đang khiêng chúng. Sau đó anh gặp thuyền trưởng Hyōko Kaji đang làm ruộng và ông đã cho biết về sự đặc biệt của ngôi trường mà Umakai được giới thiệu đến và các học sinh của anh cũng đặc biệt luôn. Umakai hiểu được điều này ngay sau khi kẻ thù tấn công chiếc Amanohara và các học sinh của anh chiến đấu chống lại kẻ thù bằng các sức mạnh đặc biệt của mình. Nữ thần trên chiếc Amanohara đã sử dụng sức mạnh của mình và một phần sức mạnh của Umakai (anh ta thậm chí không biết là mình có nó) để đưa chiếc Amanohara ra khỏi cuộc tấn công và chuyến hành trình bắt đầu. Sau khi Date Masanosuke tử trận thì Umakai thay thế vai trò của anh ta trong việc chỉ đạo chiến đấu. Càng về sau Umakai càng hiểu các học sinh của mình cũng và giúp họ vượt qua các điểm yếu của chính mình và trở nên mạnh hơn sẵn sàng cho trận chiến cuối cùng.
Momen Sanada (真田 木綿, さなだ もめん)
Lồng tiếng bởi: Shimizu Ai
Momen sinh ra trong gia đình nghèo và lên thành phố để tìm việc tuy nhiên lại gia nhập vào lực lượng Raimu. Momen cực kỳ hậu đậu nhưng chăm chỉ cũng như là người năng động nhất nhóm Raimu, chính cô là người đầu tiên mà Umakai gặp khi đến Sapporo và đã bị Momen cho đè bẹp dí dưới cả chồng bao gạo. Momen luôn gọi Umakai là anh vì Umakai trông giống y như anh của Momen ở quê cô luôn nghe theo lời của Umakai trong mọi việc. Momen có thể triệu tập được linh hồn hệ lửa. Sau khi Umakai giúp Momen tìm ra mục đích của cô trong cuộc sống là bảo vệ những người thân yêu xung quanh mình Momen đã triệu tập được linh hồn mạnh hơn sử dụng một thanh kiếm dài như một samurai. Từ khi đó cô càng nghe theo lời Umakai và sẵn sàng làm bất kỳ những gì mà Umakai nói cũng như sẵn sàng bảo vệ cho mọi người khi gặp nguy hiểm.
Katou Asa (加藤 麻, かとう あさ)
Lồng tiếng bởi: Sasajima Kaoru
Asa là người nhỏ nhất nhóm không phải vì cô nhỏ tuổi mà do cô không lớn hơn được. Asa là bạn thân của Fukushima Kinu cũng như cô có thể triệu tập linh hồn của đất để chiến đấu. Cô luôn có niềm tin vào công lý và luôn cố gắng để mạnh hơn để có thể bảo vệ công lý. Cố có thể sử dụng kiếm tre một cách thành thạo vì cô từng thấy Trung tá Date Masanosuke người mà cô luôn xem là thầy sử dụng kiếm gỗ để đánh ngã cả một cỗ xe để bảo vệ một đứa trẻ. Sau khi Date Masanosuke mất Asa bị mất phương hướng và cố gắng để chứng minh là mình mạnh mẽ bằng cách một mình đối đầu với kẻ thù, tuy nhiên mọi người trong nhóm đã đến để hỗ trợ Asa và Umakai nói rằng Date sẽ không thể yên nghỉ nếu Asa gặp chuyện vì Date luôn theo dõi cô kể cả khi anh ta đã chết. Với ý chí không thể thua và phải sống để có thể chiến đấu theo ý nguyện của Date, Asa đã triệu tập được linh hồn mạnh hơn sử dụng một cây gậy dài. Từ khi đó Asa xem Umakai như người thầy mới của mình nhưng luôn mang Umakai ra để tập kiếm do cô thấy Umakai quá yếu để có thể làm chỉ huy nên cố gắng để huấn luyện cho anh mạnh mẽ hơn cũng như để thích hợp với ý tưởng về mẫu đàn ông của mình.
Honda Sarasa (本多 更紗, ほんだ さらさ)
Lồng tiếng bởi: Otomiya Tsubasa
Sarasa là một cô gái rất thích mọi thứ theo phong cách nước ngoài. Cô luôn nói mọi thứ mà cô dùng đều là của phương Tây nhưng trên thực chất hầu hết chúng đều được sản xuất ở Osaka. Sarasa có một chú chó mà cô đặc tên là Antionette Gandhi XIII. Sarasa bắt đầu có tình cảm với Shintaro khi anh tìm thấy và nhảy ra bảo vệ cô khi cô một mình đi dò thám kẻ thù và bị tấn công, cũng như biết được rằng cô giấu rất nhiều việc mà cô nghĩ rằng nó sẽ khiến cô trông yếu ớt trong mắt của những người khác. Shintaro đã thuyết phục cô nên đặc niềm tin vào mọi người như anh luôn có niềm tin vào cô và tin rằng cô không yếu ớt khi chiến đấu cùng mọi người. Cô có thể triệu tập được linh hồn của nước sử dụng một cây giáo dài, cô đã triệu tập được linh hồn mạnh hơn cùng lúc với Kuroda Rinzu khi cô vượt qua được điểm yếu của chính mình là sự tự cao của chính mình và xin lỗi Rinzu vì đã hiểu lầm cũng như trở thành người bạn đầu tiên của cô.
Fukushima Kinu (福島 絹, ふくしま きぬ)
Lồng tiếng bởi: Aoki Sayaka
Kuroda Rinzu (黒田 綸子, くろだ りんず)
Lồng tiếng bởi: Aimoto Yuka

#### Khác
Hyōko Kaji (梶 兵庫, かじ ひょうご)
Lồng tiếng bởi: Ishii Koji
Ichijōji Sumi (一乗寺 須美, いちじょうじ すみ)
Lồng tiếng bởi: Dodo Asako
Kuki-sama (九鬼様, くきさま)
Lồng tiếng bởi: Koorogi Satomi
Date Masanosuke (伊達 将之輔, だて まさのすけ)
Lồng tiếng bởi: Nobuyuki Hiyama
Grigorii Efimovich Rasputin (グレゴリー・エフィモヴィッチ・ラスプーチン)
Lồng tiếng bởi: Chiba Susumu
Sophia (ソフィア)
Lồng tiếng bởi: Yokote Kumiko
Rasha (ラシャ)
Lồng tiếng bởi: Morota Kaoru
Saten (サテン)
Lồng tiếng bởi: Kanai Mika

#### Bản PS2/Anime
Kōshi (紅糸, こうし)
Lồng tiếng bởi: Machii Miki
Oushi (黄糸, おうし)
Lồng tiếng bởi: Koyama Kimiko
Sōshi (蒼糸, そうし)
Lồng tiếng bởi: Kaneda Tomoko
Antoinette Gandhi XIII (アントワネット・ガンジー十三世)
Lồng tiếng bởi: Ishii Kōji

## Phát hành
Hãng ELF Corporation đã phát triển Raimuiro Senkitan và phát hành cho hệ máy tính cá nhân vào ngày 13 tháng 12 năm 2002. Ban đầu đây là trò chơi điện tử dành cho người trưởng thành. Sau đó trò chơi đã được Kadokawa Shoten phát hành trên hệ PlayStation 2 với phiên bản dành cho mọi lứa tuổi có tựa Raimuiro Senkitan ☆ Jun (らいむいろ戦奇譚☆純) vào ngày 25 tháng 3 năm 2004. Phiên bản PS2 bỏ các cảnh nhạy cảm và thêm hơn 100 cảnh mới để nối dài cốt truyện cũng như có thêm các nhân vật mới, đoạn phim mở đầu cũng được làm lại bởi nhóm thực hiện chuyển thể anime của tác phẩm, việc lồng tiếng nhân vật trong bản này cũng do nhóm lồng tiếng anime thực hiện. Phiên bản giới hạn có tựa DX Pack (DXパック) có đính kèm một đĩa chứa đoạn phim mở đầu được đầu tư chất lượng nhiều hơn so với trong trò chơi.

## Truyền thông

### Anime
ELF Corporation cũng đã thực hiện chuyển thể anime của trò chơi với sự đạo diễn của Suzuki Akira và phát sóng trên kênh Television Kanagawa từ ngày 05 tháng 1 năm 2003 đến ngày 30 tháng 3 năm 2003 với 13 tập. Hai tập OVA có tựa Raimuiro Senkitan Nankoku Yume Roman (らいむいろ戦奇譚 南国夢浪漫) đã được thực hiện để phát hành chung với phiên bản DVD của bộ anime. Một số tập trong phiên bản DVD có nối dài thêm một số đoạn mà phiên bản truyền hình không có.

### Light novel
Một bộ light novel có tựa Raimuiro Senkitan Kaisen Zenya (らいむいろ戦奇譚 開戦前夜) do Akahori Satoru thực hiện và Media Works phát hành với hai tập vào ngày 01 tháng 7 năm 2003 và ngày 01 tháng 8 năm 2004. Cốt truyện lấy bối cảnh trước các sự kiện diễn ra trong trò chơi và xoay quanh cách nhân vật Date Masanosuke đi tìm và tập hợp những người có năng lực siêu nhiên lại để chuẩn bị cho việc đối mặt với cuộc chiến tranh không thể tránh.

### Manga
Akahori Satoru đã thực hiện chuyển thể manga có tựa Raimuiro Senkitan ~Otome Kaikousu.~ (らいむいろ戦奇譚 〜乙女邂逅ス。〜) và Media Works đã phát hành thành tập vào ngày 26 tháng 3 năm 2003. Cốt truyện xoay quanh nhân vật Date Masanosuke cùng các sự kiện diễn ra trong chuyển thể light novel và trò chơi.
Một chuyển thể manga khác có tựa Raimuiro Senkitan ~Gakumon no Susume~ (らいむいろ戦奇譚 〜學問ノススメ〜) cũng do Akahori Satoru thực hiện và Media Works phát hành vào ngày 27 tháng 4 năm 2004. Cốt truyện bám sát cốt truyện của trò chơi.
Comptiq đã phát hành loạt manga có tựa Raimuiro Senkitan☆Jun (らいむいろ戦奇譚☆純) với cốt truyện dựa trên phiên bản PS2 của trò chơi do Itō Ei thực hiện với hai tập vào tháng 12 năm 2003 và tháng 12 năm 2004.

### Sách
Media Works đã phát hành một cuốn sách hình có tựa Raimuiro Senkitan Kanzen Visual Book (らいむいろ戦奇譚 完全ビジュアルブック) với nhãn Dengeki AniMaga vào ngày 19 tháng 7 năm 2003. Cuốn sách có nhiều thông tin về nhân vật cùng các hình nghệ thuật của phiên bản anime.
Tạp chí Megami cũng đã phát hành một quyển sách hình có tựa Megami Magazine Special Selection Raimuiro Senkitan Visual Collection (メガミマガジンスペシャルセレクション らいむいろ戦奇譚ビジュアルコレクション) vào ngày 04 tháng 11 năm 2003. Sách có chứa các hình bìa của phiên bản CD/DVD của bộ anime cùng nhiều hình ảnh nhân vật được thể hiện dưới dạng thường thấy trong các thẻ bài.

### Drama CD
Soft Garage đã thực hiện một bộ drama CD có tựa Raimuiro Senkitan Drama CD (らいむいろ戦奇譚 ドラマCD) gồm 5 đĩa phát hành từ ngày 28 tháng 2 đến ngày 24 tháng 10 năm 2003.
Một bộ drama CD khác có tựa Raimuiro Senkitan Drama CDSP (らいむいろ戦奇譚 ドラマCDSP) do Frontier Works thực hiện và phát hành với hai đĩa vào ngày 25 tháng 4 và ngày 23 tháng 5 năm 2003.

### Âm nhạc
Trò chơi có hai bài hát chủ đề, một mở đầu và một kết thúc. Bài hát mở đầu có tên Rinka (凛花) và bài hát kết thúc có tên ETERNAL cả hai đều do các nhân vật trong trò chơi cùng trình bày, đĩa đơn chứa hai bài hát đã phát hành vào ngày 25 tháng 12 năm 2002. Album chứa các bài hát do các nhân vật trong trò chơi trình bày đã phát hành vào ngày 22 tháng 1 năm 2003. Album chứa các bản nhạc trong trò chơi đã phát hành vào ngày 19 tháng 2 năm 2003.
| Rinka/ETERNAL (凛花/ETERNAL) | Rinka/ETERNAL (凛花/ETERNAL)              | Rinka/ETERNAL (凛花/ETERNAL) |
| STT                          | Nhan đề                                   | Thời lượng                   |
| ---------------------------- | ----------------------------------------- | ---------------------------- |
| 1.                           | "Rinka (凛花)"                            | 4:07                         |
| 2.                           | "ETERNAL"                                 | 3:55                         |
| 3.                           | "Rinka -Karaoke- (凛花 -カラオケー)"      | 4:06                         |
| 4.                           | "ETERNAL -Karaoke- (ETERNAL -カラオケー)" | 3:55                         |
| Tổng thời lượng:             | Tổng thời lượng:                          | 16:03                        |

| "Raimiro Senkitan" Vocal Shu Rinka (「らいむいろ戦奇譚」ヴォーカル集 凛花) | "Raimiro Senkitan" Vocal Shu Rinka (「らいむいろ戦奇譚」ヴォーカル集 凛花) | "Raimiro Senkitan" Vocal Shu Rinka (「らいむいろ戦奇譚」ヴォーカル集 凛花) |
| STT                                                                        | Nhan đề                                                                    | Thời lượng                                                                 |
| -------------------------------------------------------------------------- | -------------------------------------------------------------------------- | -------------------------------------------------------------------------- |
| 1.                                                                         | "凛花"                                                                     | 4:07                                                                       |
| 2.                                                                         | "バラードのように"                                                         | 3:50                                                                       |
| 3.                                                                         | "BRAVE"                                                                    | 4:37                                                                       |
| 4.                                                                         | "Blue Wind"                                                                | 3:40                                                                       |
| 5.                                                                         | "リンリンリン"                                                             | 3:25                                                                       |
| 6.                                                                         | "You're My Hero"                                                           | 4:10                                                                       |
| 7.                                                                         | "マリオネット"                                                             | 3:25                                                                       |
| 8.                                                                         | "水鏡"                                                                     | 3:38                                                                       |
| 9.                                                                         | "ETERNAL"                                                                  | 3:54                                                                       |
| 10.                                                                        | "凛花 (カラオケ)"                                                          | 4:08                                                                       |
| 11.                                                                        | "バラードのように (カラオケ)"                                              | 3:51                                                                       |
| 12.                                                                        | "BRAVE (カラオケ)"                                                         | 4:37                                                                       |
| 13.                                                                        | "Blue Wind (カラオケ)"                                                     | 3:40                                                                       |
| 14.                                                                        | "リンリンリン (カラオケ)"                                                  | 3:25                                                                       |
| 15.                                                                        | "You're My Hero (カラオケ)"                                                | 4:10                                                                       |
| 16.                                                                        | "マリオネット (カラオケ)"                                                  | 3:24                                                                       |
| 17.                                                                        | "水鏡 (カラオケ)"                                                          | 3:38                                                                       |
| 18.                                                                        | "ETERNAL (カラオケ)"                                                       | 3:56                                                                       |
| Tổng thời lượng:                                                           | Tổng thời lượng:                                                           | 1:09:35                                                                    |

| PC Game Raimuiro Senkitan BGM Shu (PCゲーム らいむいろ戦奇譚BGM集) | PC Game Raimuiro Senkitan BGM Shu (PCゲーム らいむいろ戦奇譚BGM集) | PC Game Raimuiro Senkitan BGM Shu (PCゲーム らいむいろ戦奇譚BGM集) |
| STT                                                                | Nhan đề                                                            | Thời lượng                                                         |
| ------------------------------------------------------------------ | ------------------------------------------------------------------ | ------------------------------------------------------------------ |
| 1.                                                                 | "凛花 (TVver.)"                                                    | 1:43                                                               |
| 2.                                                                 | "新太郎マーチ"                                                     | 1:25                                                               |
| 3.                                                                 | "一瞬の平和"                                                       | 1:24                                                               |
| 4.                                                                 | "終わりなき戦い"                                                   | 1:27                                                               |
| 5.                                                                 | "独立第零師団"                                                     | 1:04                                                               |
| 6.                                                                 | "ロシア零軍団参上!"                                                | 1:36                                                               |
| 7.                                                                 | "三獣士"                                                           | 1:19                                                               |
| 8.                                                                 | "危機到来"                                                         | 1:38                                                               |
| 9.                                                                 | "礼武、勝利せよ!"                                                  | 1:32                                                               |
| 10.                                                                | "木綿のテーマ"                                                     | 2:14                                                               |
| 11.                                                                | "更紗のテーマ"                                                     | 1:35                                                               |
| 12.                                                                | "麻のテーマ"                                                       | 2:11                                                               |
| 13.                                                                | "絹のテーマ"                                                       | 1:21                                                               |
| 14.                                                                | "綸子のテーマ"                                                     | 1:33                                                               |
| 15.                                                                | "乙女心"                                                           | 1:40                                                               |
| 16.                                                                | "乙女たちの集い"                                                   | 1:54                                                               |
| 17.                                                                | "失われし魂"                                                       | 1:56                                                               |
| 18.                                                                | "漂いながら"                                                       | 1:54                                                               |
| 19.                                                                | "九鬼様"                                                           | 1:17                                                               |
| 20.                                                                | "ソフィアのテーマ"                                                 | 1:36                                                               |
| 21.                                                                | "哀愁の彼方"                                                       | 2:23                                                               |
| 22.                                                                | "快悦の刻"                                                         | 1:00                                                               |
| 23.                                                                | "記憶の糸"                                                         | 1:13                                                               |
| 24.                                                                | "絶体絶命!?"                                                       | 1:18                                                               |
| 25.                                                                | "花の宴"                                                           | 1:02                                                               |
| 26.                                                                | "幻想の中で"                                                       | 1:20                                                               |
| 27.                                                                | "愛の衣擦れ"                                                       | 1:53                                                               |
| 28.                                                                | "和国"                                                             | 1:06                                                               |
| 29.                                                                | "アイキャッチA"                                                    | 0:12                                                               |
| 30.                                                                | "アイキャッチB"                                                    | 0:13                                                               |
| 31.                                                                | "アイキャッチC"                                                    | 0:15                                                               |
| 32.                                                                | "勇戦奮闘"                                                         | 2:16                                                               |
| 33.                                                                | "敗色濃厚"                                                         | 2:03                                                               |
| 34.                                                                | "特務戦艦天乃原、発進!"                                            | 3:36                                                               |
| 35.                                                                | "戦艦浮上"                                                         | 1:46                                                               |
| 36.                                                                | "最終戦突入!!"                                                     | 1:12                                                               |
| 37.                                                                | "ETERNAL (Short ver.)"                                             | 1:58                                                               |
| Tổng thời lượng:                                                   | Tổng thời lượng:                                                   | 57:05                                                              |

Bộ anime có hai bài hát chủ đề, một mở đầu và một kết thúc. Bài hát mở đầu của bộ anime cũng chính là bài hát mở đầu của trò chơi. Bài hát kết thúc có tên Sora no Mukou (空のむこう) do at Gallery trình bày, đĩa đơn chứa bài hát đã phát hành vào ngày 19 tháng 2 năm 2003. Một đĩa đơn chứa bài hát phụ trong bộ anime cùng album chứa các bản nhạc dùng bộ anime cũng đã phát hành vào ngày 19 tháng 2 năm 2003.
Một bộ gồm 5 album chứa các bài hát do 5 nhân vật nữ chính trình bày đã phát hành từ 26 tháng 3 đến ngày 03 tháng 7 năm 2003.
| Sora no Mukou (空のむこう) | Sora no Mukou (空のむこう)                                               | Sora no Mukou (空のむこう) |
| STT                        | Nhan đề                                                                  | Thời lượng                 |
| -------------------------- | ------------------------------------------------------------------------ | -------------------------- |
| 1.                         | "Sora no Mukou (空のむこう)"                                             | 3:38                       |
| 2.                         | "Kimi ni Omoi wo (君に想いを)"                                           | 5:23                       |
| 3.                         | "Sora ni Mukou (Original・Karaoke) (空のむこう(オリジナル・カラオケ))"   | 3:38                       |
| 4.                         | "Kimi ni Omoi wo (Original・Karaoke) (君に想いを(オリジナル・カラオケ))" | 5:20                       |
| Tổng thời lượng:           | Tổng thời lượng:                                                         | 17:59                      |

| Kokoro no Kioku (心の記憶) | Kokoro no Kioku (心の記憶)                                                                     | Kokoro no Kioku (心の記憶) |
| STT                        | Nhan đề                                                                                        | Thời lượng                 |
| -------------------------- | ---------------------------------------------------------------------------------------------- | -------------------------- |
| 1.                         | "Kokoro no Kioku (心の記憶)"                                                                   | 4:53                       |
| 2.                         | "Tsuki no Nagisa de Aimashou (月の渚で会いましょう)"                                           | 4:40                       |
| 3.                         | "Kokoro no Kioku (Original・Karaoke) (心の記憶(オリジナル・カラオケ))"                         | 4:52                       |
| 4.                         | "Tsuki no Nagisa de Aimashou (Original・Karaoke) (月の渚で会いましょう(オリジナル・カラオケ))" | 4:36                       |
| Tổng thời lượng:           | Tổng thời lượng:                                                                               | 19:01                      |

| Raimuiro Senkitan Original・Sound・Track (らいむいろ戦奇譚 オリジナル・サウンド・トラック) | Raimuiro Senkitan Original・Sound・Track (らいむいろ戦奇譚 オリジナル・サウンド・トラック) | Raimuiro Senkitan Original・Sound・Track (らいむいろ戦奇譚 オリジナル・サウンド・トラック) |
| STT                                                                                        | Nhan đề                                                                                    | Thời lượng                                                                                 |
| ------------------------------------------------------------------------------------------ | ------------------------------------------------------------------------------------------ | ------------------------------------------------------------------------------------------ |
| 1.                                                                                         | "Rinka (TV version) (凛花 (TVヴァージョン))"                                               | 1:42                                                                                       |
| 2.                                                                                         | "M-1"                                                                                      | 0:50                                                                                       |
| 3.                                                                                         | "M-2"                                                                                      | 1:45                                                                                       |
| 4.                                                                                         | "M-3"                                                                                      | 1:32                                                                                       |
| 5.                                                                                         | "M-4"                                                                                      | 1:16                                                                                       |
| 6.                                                                                         | "M-5"                                                                                      | 1:44                                                                                       |
| 7.                                                                                         | "M-6"                                                                                      | 1:42                                                                                       |
| 8.                                                                                         | "M-7"                                                                                      | 1:47                                                                                       |
| 9.                                                                                         | "M-8"                                                                                      | 1:27                                                                                       |
| 10.                                                                                        | "M-9"                                                                                      | 1:28                                                                                       |
| 11.                                                                                        | "M-10"                                                                                     | 1:21                                                                                       |
| 12.                                                                                        | "M-11"                                                                                     | 1:54                                                                                       |
| 13.                                                                                        | "M-12"                                                                                     | 1:32                                                                                       |
| 14.                                                                                        | "M-13"                                                                                     | 1:42                                                                                       |
| 15.                                                                                        | "M-14"                                                                                     | 1:37                                                                                       |
| 16.                                                                                        | "Kokoro no Kioku (TV version) (心の記憶 (TVヴァージョン))"                                 | 1:58                                                                                       |
| 17.                                                                                        | "M-15"                                                                                     | 1:40                                                                                       |
| 18.                                                                                        | "M-16"                                                                                     | 1:26                                                                                       |
| 19.                                                                                        | "M-17"                                                                                     | 1:47                                                                                       |
| 20.                                                                                        | "M-18"                                                                                     | 1:33                                                                                       |
| 21.                                                                                        | "M-19"                                                                                     | 1:44                                                                                       |
| 22.                                                                                        | "M-20"                                                                                     | 1:17                                                                                       |
| 23.                                                                                        | "M-21"                                                                                     | 1:51                                                                                       |
| 24.                                                                                        | "M-22"                                                                                     | 1:36                                                                                       |
| 25.                                                                                        | "M-23"                                                                                     | 1:39                                                                                       |
| 26.                                                                                        | "M-24"                                                                                     | 1:51                                                                                       |
| 27.                                                                                        | "M-25"                                                                                     | 1:34                                                                                       |
| 28.                                                                                        | "M-26"                                                                                     | 1:24                                                                                       |
| 29.                                                                                        | "M-27"                                                                                     | 1:30                                                                                       |
| 30.                                                                                        | "M-28"                                                                                     | 1:52                                                                                       |
| 31.                                                                                        | "M-29"                                                                                     | 1:48                                                                                       |
| 32.                                                                                        | "M-30"                                                                                     | 1:55                                                                                       |
| 33.                                                                                        | "Sora no Mukou (TV version) (空のむこう (TVヴァージョン))"                                 | 1:56                                                                                       |
| Tổng thời lượng:                                                                           | Tổng thời lượng:                                                                           | 53:45                                                                                      |

| Raimuiro Senkitan Character Image CD Vol.1 "Sanada Momen (Shimizu Ai)" (らいむいろ戦奇譚 キャラクターイメージCD Vol.1「真田木綿(清水愛)」) | Raimuiro Senkitan Character Image CD Vol.1 "Sanada Momen (Shimizu Ai)" (らいむいろ戦奇譚 キャラクターイメージCD Vol.1「真田木綿(清水愛)」) | Raimuiro Senkitan Character Image CD Vol.1 "Sanada Momen (Shimizu Ai)" (らいむいろ戦奇譚 キャラクターイメージCD Vol.1「真田木綿(清水愛)」) |
| STT | Nhan đề | Thời lượng |
| --- | --- | --- |
| 1. | "pure" | 4:41 |
| 2. | "Hitotsu ni Naritai (ひとつになりたい)" | 3:54 |
| 3. | "Futari no Haruyasumi (二人の春休み)" | 4:14 |
| 4. | "Original Short Story (オリジナルショートストーリー)"                                                                                      | 4:37 |
| 5. | "Pure (Original Karaoke) (pure (オリジナルカラオケ))"                                                                                      | 4:40 |
| 6. | "Hitotsu ni Naritai (Original Karaoke) (ひとつになりたい(オリジナルカラオケ))"                                                             | 3:54 |
| 7. | "Futari no Haruyasumi (Original Karaoke) (二人の春休み(オリジナルカラオケ))"                                                               | 4:10 |
| Tổng thời lượng: | Tổng thời lượng: | 30:11 |

| Raimuiro Senkitan Character Album Vol.2 "Kato Asa (Sasajima Kahoru)" (らいむいろ戦奇譚 キャラクターアルバム Vol.2「加藤麻(笹島かほる)」) | Raimuiro Senkitan Character Album Vol.2 "Kato Asa (Sasajima Kahoru)" (らいむいろ戦奇譚 キャラクターアルバム Vol.2「加藤麻(笹島かほる)」) | Raimuiro Senkitan Character Album Vol.2 "Kato Asa (Sasajima Kahoru)" (らいむいろ戦奇譚 キャラクターアルバム Vol.2「加藤麻(笹島かほる)」) |
| STT | Nhan đề | Thời lượng |
| --- | --- | --- |
| 1. | "Ao no Hoshi (蒼の星)" | 4:47 |
| 2. | "Jidai no Inori (時代の祈り)" | 3:30 |
| 3. | "Akikaze no Yukue (秋風の行方)" | 3:59 |
| 4. | "Short Story (ショートストーリー)" | 5:03 |
| 5. | "Ao no Hoshi (Karaoke) (蒼の星(カラオケ))"                                                                                               | 4:47 |
| 6. | "Jidai no Inori (Karaoke) (時代の祈り(カラオケ))"                                                                                        | 3:29 |
| 7. | "Akikaze no Yukue (Karaoke) (秋風の行方(カラオケ))"                                                                                      | 3:55 |
| Tổng thời lượng: | Tổng thời lượng: | 29:30 |

| Raimuiro Senkitan Character Album Vol.3 "Honda Sarasa (Otomiya Tsubasa)" (らいむいろ戦奇譚 キャラクターアルバム Vol.3「本多更紗(宮音つばさ)」) | Raimuiro Senkitan Character Album Vol.3 "Honda Sarasa (Otomiya Tsubasa)" (らいむいろ戦奇譚 キャラクターアルバム Vol.3「本多更紗(宮音つばさ)」) | Raimuiro Senkitan Character Album Vol.3 "Honda Sarasa (Otomiya Tsubasa)" (らいむいろ戦奇譚 キャラクターアルバム Vol.3「本多更紗(宮音つばさ)」) |
| STT | Nhan đề | Thời lượng |
| --- | --- | --- |
| 1. | "Yumeiro Monogatari (夢色物語)" | 4:32 |
| 2. | "Usotsukina Darling (うそつきなダーリン)" | 4:52 |
| 3. | "Negai (願い)" | 4:43 |
| 4. | "Short Story (ショートストーリー)" | 5:29 |
| 5. | "Yumeiro Monogatari (Karaoke) (夢色物語(カラオケ))"                                                                                            | 4:34 |
| 6. | "Usotsukina Darling (Karaoke) (うそつきなダーリン(カラオケ))"                                                                                  | 4:52 |
| 7. | "Nagai (Karaoke) (願い(カラオケ))" | 4:38 |
| Tổng thời lượng: | Tổng thời lượng: | 33:44 |

| Raimuiro Senkitan Character Album Vol.4 "Fukushima Kinu (Aoki Sayaka)" (らいむいろ戦奇譚 キャラクターアルバム Vol.4「福島絹(あおきさやか)」) | Raimuiro Senkitan Character Album Vol.4 "Fukushima Kinu (Aoki Sayaka)" (らいむいろ戦奇譚 キャラクターアルバム Vol.4「福島絹(あおきさやか)」) | Raimuiro Senkitan Character Album Vol.4 "Fukushima Kinu (Aoki Sayaka)" (らいむいろ戦奇譚 キャラクターアルバム Vol.4「福島絹(あおきさやか)」) |
| STT | Nhan đề | Thời lượng |
| --- | --- | --- |
| 1. | "Hatsukoi (初恋)" | 4:38 |
| 2. | "Houga Koiuta (萌芽恋歌)" | 4:08 |
| 3. | "Wataboushi (わたぼうし)" | 4:19 |
| 4. | "Short Story (ショートストーリー)" | 4:45 |
| 5. | "Hatsukoi (Karaoke) (初恋(カラオケ))" | 4:38 |
| 6. | "Houga Koiuta (Karaoke) (萌芽恋歌(カラオケ))"                                                                                                | 4:08 |
| 7. | "Wataboushi (Karaoke) (わたぼうし(カラオケ))"                                                                                                | 4:15 |
| Tổng thời lượng: | Tổng thời lượng: | 30:52 |

| Raimuiro Senkitan Character Album Vol.5 "Kuroda Rinzu (Aimoto Yuka)" (らいむいろ戦奇譚 キャラクターアルバム Vol.5「黒田綸子(相本結香)」) | Raimuiro Senkitan Character Album Vol.5 "Kuroda Rinzu (Aimoto Yuka)" (らいむいろ戦奇譚 キャラクターアルバム Vol.5「黒田綸子(相本結香)」) | Raimuiro Senkitan Character Album Vol.5 "Kuroda Rinzu (Aimoto Yuka)" (らいむいろ戦奇譚 キャラクターアルバム Vol.5「黒田綸子(相本結香)」) |
| STT | Nhan đề | Thời lượng |
| --- | --- | --- |
| 1. | "Chikara (チカラ)" | 4:02 |
| 2. | "Mou Ichido (もう一度)" | 4:21 |
| 3. | "Koi Hitoshizuku (恋ひとしずく)" | 4:28 |
| 4. | "Short Story (ショートストーリー)" | 4:34 |
| 5. | "Chikara (Karaoke) (チカラ(カラオケ))"                                                                                                   | 4:02 |
| 6. | "Mou Ichido (Karaoke) (もう一度(カラオケ))"                                                                                              | 4:21 |
| 7. | "Koi Hitoshizuku (Karaoke) (恋ひとしずく(カラオケ))"                                                                                     | 4:24 |
| Tổng thời lượng: | Tổng thời lượng: | 30:13 |